# Паранаиба (река)
Паранаиба (на португалски: Rio Paranaiba) е река в югоизточната част на Бразилия, в щатите Минас Жерайс, Гояс и Мато Гросо до Сул, дясна съставяща на река Парана. Дължината ѝ е 1194 km, а площта на водосборния ѝ басейн – 134 400 km² (5,2% от водосборния басейн на Парана).
Река Паранаиба води началото си на 983 m н.в., от планинския масив Сера да Канастра, разположен в югоизточна част на Бразилското плато, в централната част на щата Минас Жерайс. В най-горното си течение тече на северозапад, в средното – на запад, а в долното – на югозапад. От устието на десния си приток Рио Верде (горен приток) и до сливането си с река Рио Гранди служи за граница между щатите Минас Жерайс и Гояс и Минас Жерайс и Мато Гросо до Сул. По цялото си протежение Паранаиба тече през Бразилското плато в предимно дълбока и тясна долина със стотици планински меандри и множество прагове и малки водопади. На мястото, където се събират границите на щатите Минас Жерайс, Сао Пауло и Мато Гросо до Сул, на 325 m н.в. се влива в язовира „Солтейра“ и заедно с идващата отляво река Рио Гранди, двете заедно дават началото на река Парана.
Река Паранаиба получава множество, предимно десни притоци, като главните са: леви – Доралус, Арагуари (475 km), Тижуку, Арантис; десни – Сао Маркус (467 km, Корумба (567 km, най-голям приток), Мея Понти (472 km), Бойс (528 km), Рио Кларо (495 km), Рио Верди (около 500 km, долен приток), Рио Коренти, Апоре. Подхранването ѝ е предимно дъждовно с ясно изразено лятно пълноводие (от януари до март). Средният годишен отток на реката при град Итумбира е 1505 m³/s. По нея е изградена каскада от 3 язовира. Въпреки своето почти целогодишно пълноводие реката не е плавателна поради множсеството прагове и водопади по течението ѝ.